# Сражение при Блэкбернс-Форд
Сражение при Блэкбернс-Форд (англ. Battle of Blackburn's Ford) — сражение Гражданской войны в США, произошедшее 18 июля 1861 года в округе Фэирфакс, штат Вирджиния. Федеральной бригаде было приказано прощупать прочность обороны южан на рубеже реки Булл-Ран и определить местонахождение их левого фланга. У переправы Блэкбернс-Форд бригада попыталась перейти реку, но была остановлена, после чего командование решило переправляться через реку где-нибудь в другом месте. Эта перестрелка иногда считается частью первого сражения при Булл-Ран.

## Предыстория
16 июля 1861 года федеральная армия Ирвина Макдауэлла численностью 35 000 человек выступила из Вашингтона и двинулась навстречу конфедеративной Потомакской армии, которая была сконцентрирована около Манассаса. 17 июля армия пришла в Галифакс-Кортхауз. На следующий день Макдауэлл приказал генералу Даниелю Тайлеру найти переправу через реку Булл-Ран и создать видимость наступления на Манассас.
Армия Юга численностью около 22 000 человек была сконцентрирована около реки Булл-Ран, а отдельные её подразделения были разбросаны севернее для наблюдения за противником. Когда Макдауэлл выступил из Вашингтона, эти подразделения соединились с основной армией. Борегар, командующий Потомакской армией, решил, что будет атакован 18 или 19 июля около брода Митчеллс-Форд, поэтому запросил подкреплений.

## Сражение

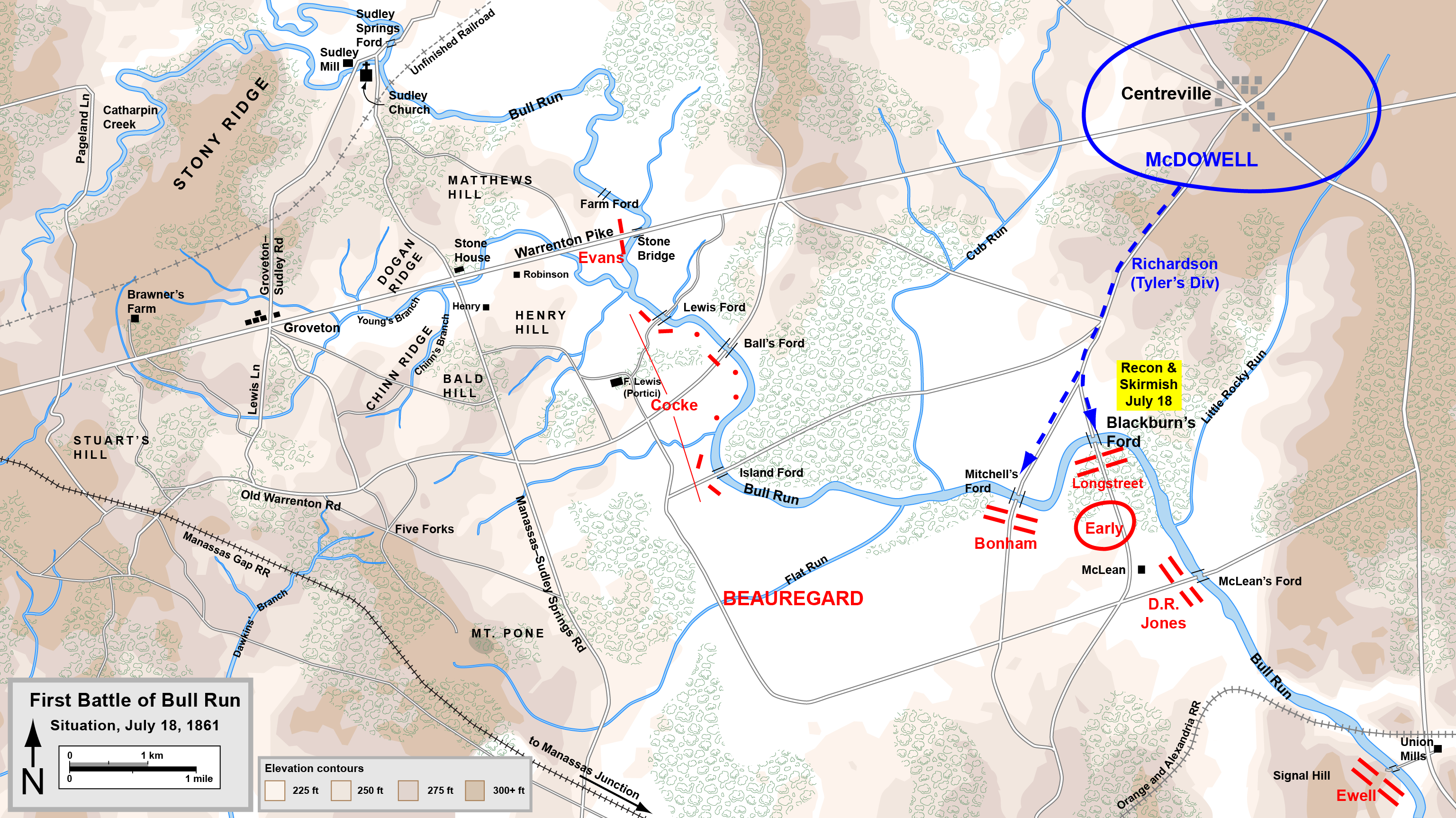
Сражение при Блэкбернс-Форд

18 июля Тайлер подошёл к Сентервиллу и обнаружил, что противника в нём нет. Он продолжил наступление на юго-восток к Митчелс-Форд и Блэкберн-Форд, и вышел к последнему в 11:00. Изучив местность, он не заметил бригаду южан под командованием Джеймса Лонгстрита в лесу за бродом и решил, что дорога свободна. Он приказал капитану Ромейну Эйрсу обстрелять из двух гаубиц замеченные им батареи противника, но этот обстрел не дал результатов. Тогда Тайлер приказал полковнику Исраэлю Ричардсону двинуть вперед свою бригаду. Капитан Фрай из штаба Макдауэлла высказался против атаки, поскольку она нарушала приказ главнокомандующего, который не давал права ввязываться в сражение, но Тайлер не обратил внимания на его протест.
Бригада Джеймса Лонгстрита, которая насчитывала 1 400 человек и состояла из четырёх полков:
- 5-й Северокаролинский полк полковника Джозефа Джонса
- 1-й Вирджинский полк полковника Патрика Мура
- 11-й Вирджинский полк полковника Сэмюэля Гарланда
- 17-й Вирджинский полк полковника Монтгомери Корсе

Прибыв к броду, Лонгстрит решил занять выгодную позицию на северной стороне реки и начал строить там укрепления. Позже он вспоминал, что его солдаты были набраны в основном в городах Линчберге, Ричмонде и Александрии штата Вирджиния и были непривычны к работе топорами и лопатами. Однако Борегар счёл, что позиции Лонгстрита не согласуются с общим планом обороны и приказал ему отойти на южный берег, и Лонгстрит отвёл полки, развернув их поперёк дороги Сентервилл-Манассас. 17-й вирджинский полк Монтгомери Корсе он поставил слева от дороги, а 1-й вирджинский полковника Мура — справа. 11-й вирджинский полк Гарланда он развернул левее Корсе так, чтобы он стыковался с позицией генерала Бонема у брода Митчеллс-Форд.

Федеральный генерал Ричардсон развернул в боевую линию свои четыре полка. Первыми пошли вперед несколько рот 1-го Массачусетского полка, которые двигались левее дороги. Они открыли стрельбу по вирджинцам, и некоторые южане дрогнули и обратились в бегство, однако Лонгстрит смог вернуть их на позицию. Массачусетский полк попробовал атаковать, но попал под сильный обстрел и отступил. Лонгстрит потом вспоминал: 
«Первые залпы оказались самыми пугающими для новобранцев. Часть моей линии дрогнула и стала отходить. Чтобы их остановить, я отправился к ним с саблей в руках, намереваясь или остановить их, или задать им трепку саблей и копытами. Они поняли, что в тылу не менее страшно, чем на фронте, и вскоре повернули назад, что весьма удивило противника».
Ричардсон приказал крайнему слева 12-му Нью-Йоркскому полку произвести атаку, после чего отправился на свой правый фланг. Позже он писал: 
«Я оставил позиции 12-го Нью-Йоркского … когда противник открыл сильный ружейный и артиллерийский обстрел по всей линии. Я отправился на левый фланг и обнаружил, что 12-й Нью-Йоркский в беспорядке отступает к лесу, и только часть двух рот, примерно 60 человек, отходит в порядке. Гаубицы и кавалерия также отошли; наш фланг оказался открыт, хотя пикетная линия осталась на своем месте и три остальных полка стояли твердо на своём месте».
Ричардсон предложил Тайлеру повторить атаку силами трёх оставшихся полков, но Тайлер не дал на это согласия. Эта вторая атака произошла примерно через 20 минут после первой и длилась около 15 минут. Когда она окончилась, Лонгстрит усилил свою линию резервами и вызвал 7-й луизианский полк из бригады Эрли.
По словам Лонгстрита, после первых двух атак последовала ещё третья и четвёртая. Луизианский полк не успел к третьей, но подошел как раз к четвёртой.

## Последствия
Неудача у Блэкбернс-Форд сказалась на боевом духе федеральной армии и на уверенности командования; Макдауэлл решил, что силы противника перед его фронтом слишком сильны и потратил несколько дней на поиски альтернативного места атаки — хотя 18 июля он имел 37 300 человек при 49 орудиях против 25 500 человек и 29 орудий армии Борегара (по данным Лонгстрита). За это время армия Шенандоа присоединилась к Потомакской армии Борегара, что привело к разгрому федеральной армии в первом сражении при Булл-Ран.

Южане, наоборот, были воодушевлены своим первым боевым успехом. Лонгстрит потом писал: 
«пехота Конфедерации почувствовала себя прошедшими боевое крещение ветеранами. Вашингтонская артиллерия также была горда тем, что сражалась против знаменитых регулярных батарей Армии США».
Федеральная армия потеряла в том бою 83 человека. 12-й Нью-йоркский полк потерял 10 человек убитыми, 17 ранеными и 7 пропавшими без вести. Несмотря на неудачу, капрал Джейс Кросс (рота Е) и сержант Чарльз Рэнд (рота К) получили медали Почёта за «храбрость в бою».